# Kebun Sayur
Kebun Sayur is een bestuurslaag in het regentschap Pematang Siantar van de provincie Noord-Sumatra, Indonesië. Kebun Sayur telt 4070 inwoners (volkstelling 2010).